# Municipio de Oaxaca de Juárez

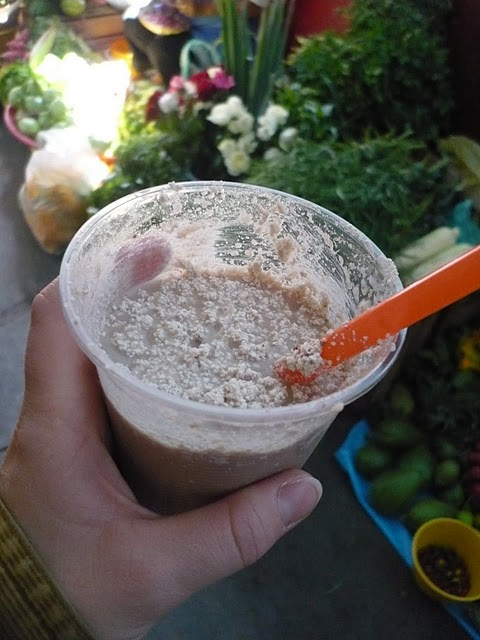
Un vaso de Tejate en el variado y exótico Mercado de Oaxaca.

El municipio de Oaxaca de Juárez, del náhuatl Huāxyacac (‘en la punta del huaje’), huaje o guaje se refiere al árbol de leguminosas que abundaba por esas tierras y Juárez por Don Benito Juárez García, que fue designado mediante un Decreto del Congreso Estatal, después del fallecimiento del benemérito. Es uno de los 570 municipios en que se divide el estado de Oaxaca en México. Es el más poblado del estado y sede de su capital, la ciudad de Oaxaca de Juárez, que a menudo, es también la cabecera municipal del mismo, se encuentra ubicado a 550 km de la Ciudad de México

## Toponimia
Agregándose el término de Juárez en el año de 1872 unos meses después de la muerte del ilustre Benito Juárez, designándose la ciudad por decreto presidencial de fecha 15 de marzo de 1976 Zona de Monumentos Históricos y el 10 de diciembre de 1987 la UNESCO la declara patrimonio cultural de la Humanidad.

## Arquitectura

### Centro histórico
El centro histórico de la ciudad, así como la zona arqueológica de Monte Albán considerada la base y origen de la actual comunidad de Oaxaca, fueron declarados por la UNESCO en 1987 como «Patrimonio Cultural de la Humanidad».

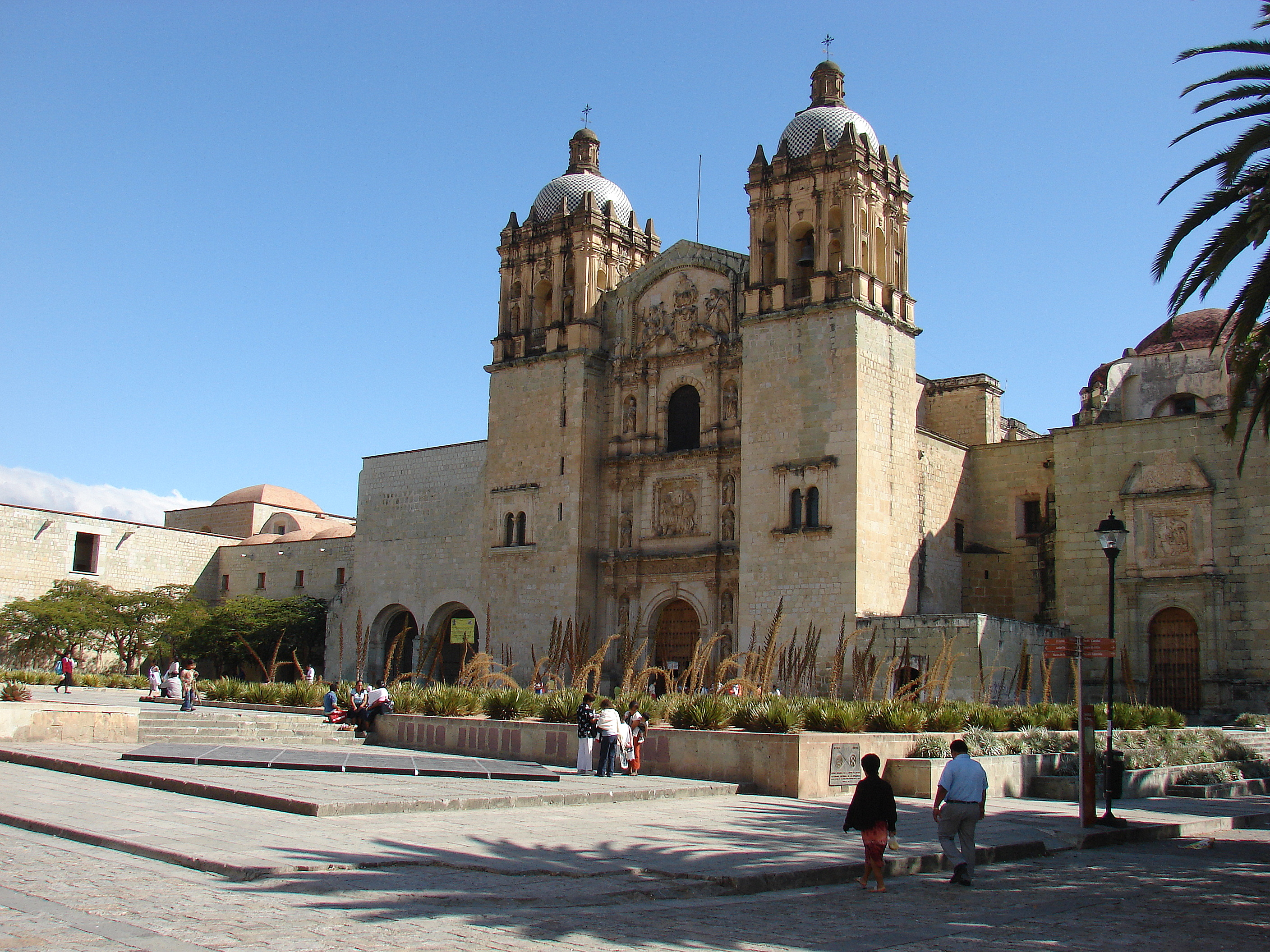
Templo y ex-convento de Santo Domingo de Guzmán, en el Centro Histórico de la ciudad de Oaxaca.

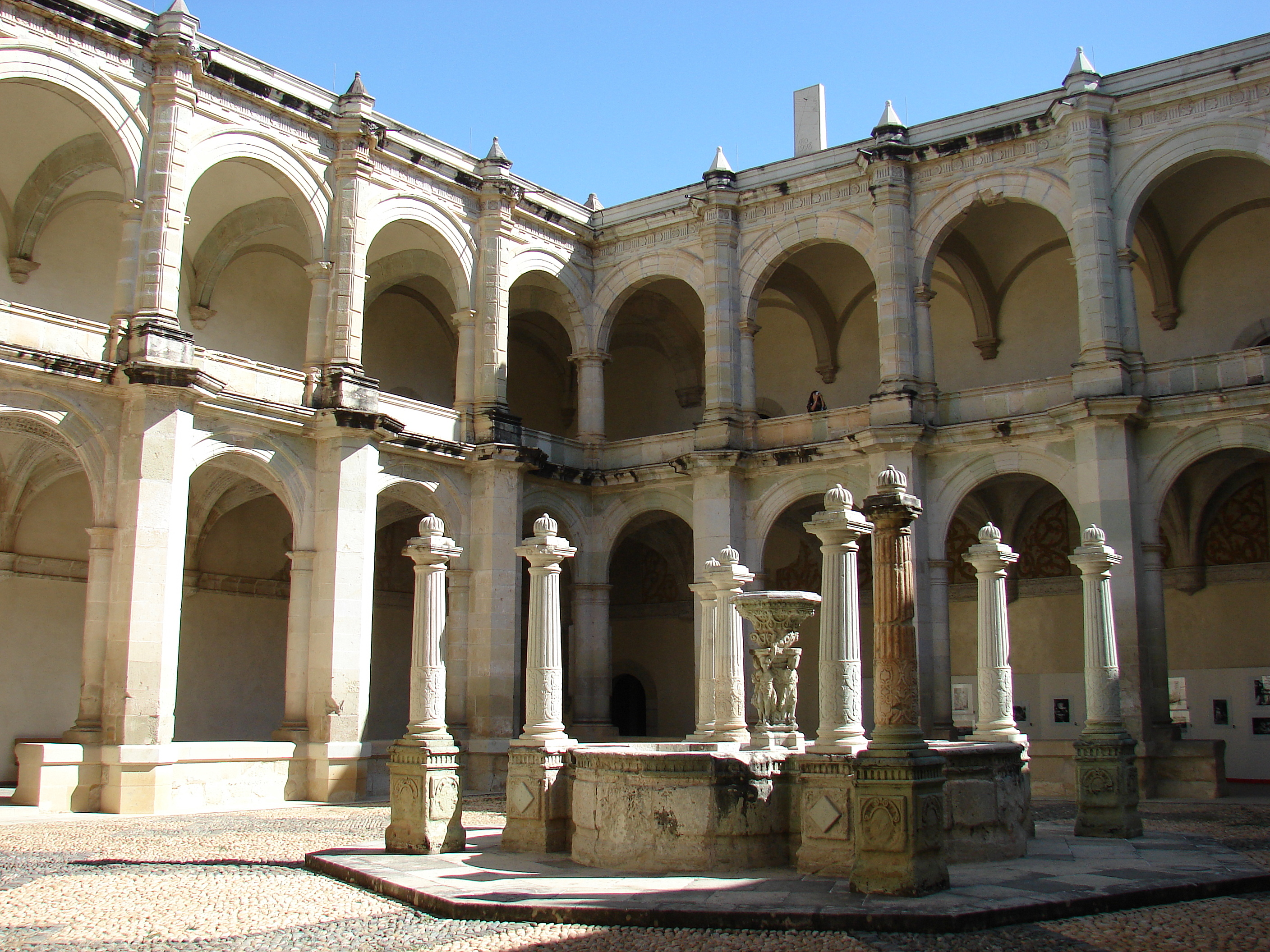
Patio interior del ex-convento.

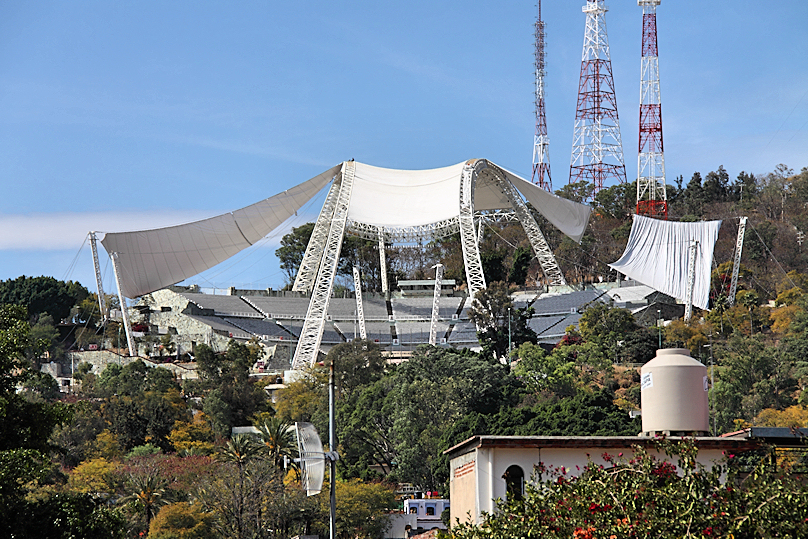
Auditorio Guelaguetza en Oaxaca, Capacidad: 11,175 personas, Apertura:1974, Reconstrucción: 2009.

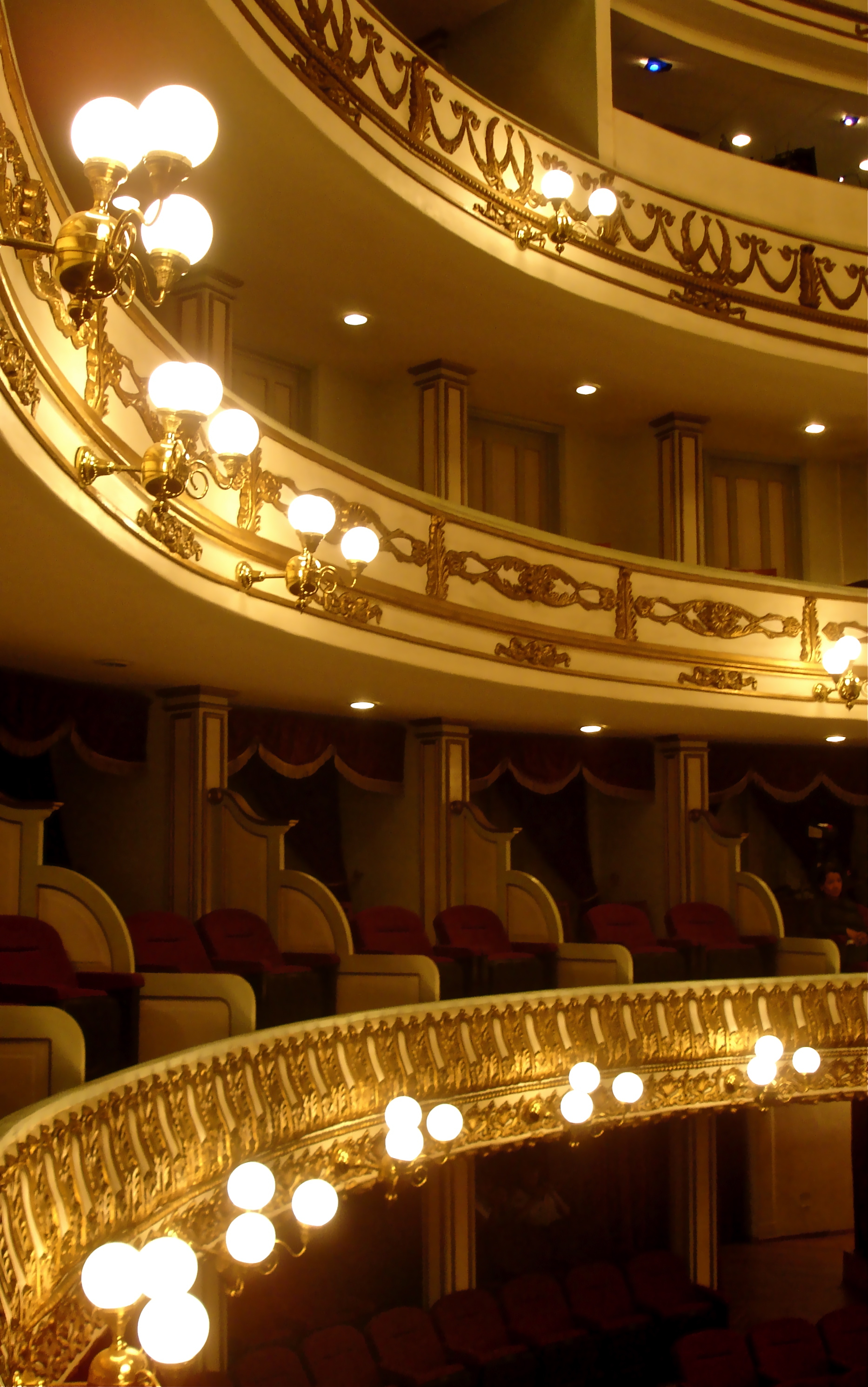
Palcos primeros y segundos del Teatro Macedonio Alcalá.1903-1909. Capacidad: 300 personas.

Los portales que rodean al Jardín de la Constitución son: Portal del Palacio, en el transcurso de los años 1834 a 1837, fue terminada la fachada principal, los salones y el portal que tienen vista al zócalo; Portal de Claverías o de Neverías, se destruyó por un incendio en 1936 y fue reemplazado por un conocido hotel que hasta la fecha funciona; Portal de Flores, antes conocido como del Señor; Portal Benito Juárez, también conocido como portal de mercaderes; en la actualidad en los tres últimos podemos encontrar diversos restaurantes y comercios.

### Antecedentes
Las civilizaciones mesoamericanas lograron tener gran desarrollo estético y funcional al servicio de la escala humana y cósmica, la forma fue evolucionando de la simplicidad a la complejidad estética. De una u otra forma sobre estas bases se asienta una arquitectura milenaria que a base de un sincretismo va incorporando las variadas influencias y procesos político religiosos.
Durante el periodo colonial la orientación predominante la establece la arquitectura religiosa, donde los monasterios mendicantes fueron una de las soluciones arquitectónicas ideadas por los frailes de las órdenes mendicantes en el siglo XVI para la evangelización en la Nueva España, pensadas para un número enorme de indígenas no católicos. Se basaron en el modelo monástico europeo, pero añadieron elementos innovadores en la Nueva España como la cruz atrial y la capilla abierta, además de caracterizarse por ostentar diversas corrientes decorativas y una apariencia recia como fortalezas militares.
El barroco novohispano influenció la Basílica de la Soledad (1697), la catedral (1535-1733) y la iglesia de San Agustín (1596), célebre por su armoniosa portada y por el retablo barroco que ilumina su ábside, así como el Templo de la Compañía de Jesús y el Templo de Nuestra Señora de las Nieves, sede del Seminario jesuítico de San Juan. Con el espíritu de la vieja Antequera también pueden vincularse la pequeña iglesia de San Cosme y San Damián, el templo de San Felipe Neri y asimismo los de San Juan de Dios, San Matías Jalatlaco y Santo Domingo de Guzmán.
El entorno del Zócalo acogió, según la costumbre colonial, las edificaciones institucionales y las viviendas de cada familia principal, pero fue la orden de Santo Domingo la principal propulsora de construcciones desde que inició su labor 1529. La arquitectura civil de Oaxaca, tuvo su parte con las excelentes mansiones, al estilo de aquella perteneciente al mayorazgo de Pinelo y Lazo de la Vega, sede actual del Museo de Oaxaca, y los perfiles barrocos que identifican edificios como los que alojan el Instituto de Artes Gráficas y el Museo de Arte Prehispánico Rufino Tamayo.
En el siglo XIX el movimiento neoclásico surge como respuesta a los objetivos de la nación republicana, donde la plástica estricta de las órdenes clásicas están representadas en sus elementos arquitectónicos, también surgen nuevos edificios religiosos, civiles y militares que demuestran la presencia del neoclasicismo. Queda de manifiesto en lugares como la Alameda de León, un atractivo jardín inaugurado para honrar al gobernador del Estado, general Antonio de León, el 13 de octubre de 1843, el romanticismo propio de este paraje se intensifica en el estilo constructivo del Edificio Central de la Universidad, en el edificio del Instituto de Ciencias y el Palacio de Gobierno completado en 1887.

### SigloXX
A comienzos del siglo XX el eclecticismo caracteriza la arquitectura oaxaqueña. Así, aparte de la Escuela de Medicina, en la exhacienda de Aguilera (1913) se encuentra la Fuente de las Siete Regiones, como resumen simbólico de la realidad cultural de la región.
El Teatro Macedonio Alcalá se hizo realidad entre 1903 y 1909, ejemplificando la fusión de ingredientes modernistas en un conjunto neoclásico sumándole detalles nacionalistas, como se observa en el Palacio Federal, donde figuran rasgos de la tradición mixteco-zapoteca.
La plaza de la Constitución apropia tradición y versatilidad con su origen en el trazado que realizó en 1529 Juan Peláez de Berrio, corregido luego por Alonso García Bravo aportan referencias al siglo XIX, por ejemplo, el anterior quiosco de 1857 y la arboleda circundante fueron modificados el 15 de septiembre de 1885, cuando fue sustituido por una estatua de Juárez. Desde 1901 el quiosco modernista superpone una pincelada de Art Nouveau en el Zócalo. Con esas transformaciones hechas en nombre de la tendencia más moderna en cada momento, el tiempo deja su huella en este y otros espacios de la ciudad.

### Periodo contemporáneo
A finales del siglo XX e inicios del XXI se divagó a través del nacionalismo y el geometrismo déco, hacia el modernismo racionalista. Otras intervenciones que están marcando pautas son por ejemplo el Auditorio Guelaguetza, principal recinto de espectáculos en Oaxaca, se construyó por encargo del gobernador Fernando Gómez Sandoval siendo esta edificación un escenario al aire libre, en 2008 iniciaron los trabajos culminando estos en 2010.
También el arquitecto Mauricio Rocha, quien estuvo a cargo de la intervención arquitectónica contemporánea del nuevo Centro Académico y Cultural San Pablo en el ex convento de San Pablo y el Museo de Arte Contemporáneo de Oaxaca, MACO. Así como los proyectos de orientación contemporánea: Museo Textil de Oaxaca, MTO. 2008 y Biblioteca Infantil, BS. 2007, La Biblioteca de la Universidad La Salle abre sus puertas en agosto de 2010, del Arq. Juan José Santibáñez.
Actualmente el auditorio Guelaguetza donde se representan los bailables simbólicos de cada una de las regiones que conforman el estado de Oaxaca ha sufrido cambios, algunos bruscos, en el afan de estar a la vanguardia; como es el caso de la velaría, un techo en forma de domo el cual se inició a colocar durante el gobierno del Lic. Ulises Ruiz Ortiz y se concluyó la obra con el gobierno del Lic. Gabino Cue Monteagudo en el año 2011. Hay quienes han aplaudido la obra y quienes la han tachado de monstruosa, pero cabe destacar que lo que se conserva es la esencia de su gente que vienen a representar con sus bailes las raíces y tradiciones de su pueblo.
Un giro importante en Oaxaca es la tendencia hacia arquitecturas basadas en la puesta en valor de inmuebles patrimoniales usando nuevas tecnologías para nuevas necesidades pensadas en la sustentabilidad patrimonial y económica, con nuevos usos
Oaxaca ha sido puesta en el mapa mexicano e internacional por los investigadores y académicos de la asociación Nuevos Horizontes para la Arquitectura de las Comunidades, liderados por el arq. Pastor Alfonso Sánchez Cruz, como referentes de la recuperación de los valores de la arquitectura vernácula, bioarquitectura, arquitectura bioclimática y la visión del patrimonio arquitectónico como parte del desarrollo sustentable.

El Congreso Nacional de Arquitectura Mexicana, Oaxaca 2008 concretó aquí la Carta Latinoamericana Oaxaca 2008, sobre la inserción de arquitectura contemporánea en centros de patrimonio arquitectónico y organizó el Coloquio Internacional de Arquitectura Regional y Sustentable 2011, con presencia de expertos de Uruguay, Colombia, Costa Rica, Italia, Grecia, Argentina y México.

## Lugares históricos
La ciudad de Oaxaca cuenta con muchos sitios históricos, y arquitecturalmente muy importantes por la influencia que haya tenido al construirse, algunos por citar son;
El edificio que actualmente ocupa el banco Bancomer, fue el primer edificio que ocupó el entonces Instituto de Ciencias y Artes de Oaxaca.
Las iglesias, entre las que destacan; la iglesia y exconvento de Santo Domingo de Guzmán, La Catedral, La iglesia de la Santísima Soledad, La iglesia de San Felipe Neri que tiene importancia propia ya que fue en ella donde Benito Juárez y su esposa Margarita Maza de Juárez contrajeron matrimonio, La iglesia de las Nieves, La iglesia y exconvento de los 7 príncipes, que actualmente el edificó del convento es ocupado por la Casa de la Cultura Oaxaqueña que sin duda es de gran importancia, ya que el estado se caracteriza por su riqueza artística. Las iglesias del Carmen alto y el Carmen bajo. El actual Museo del Palacio que por mucho tiempo albergó a los gobiernos del estado.
La plaza de la danza donde los días previos a la guelaguetza es representado el espectáculo Banii Stui Gulala que en español quiere decir repetición de lo antiguo.
El muy importante Auditorio Gulaguetza ya que es aquí donde se lleva a cabo el mayor espectáculo cultural en América Latina, y con una tradición de más de 70 años, anteriormente era celebrado en el entonces llamado cerro de las Azucenas.
El edificio que alberga a la Honorable Facultad de Derecho y ciencias sociales de la Universidad Autónoma Benito Juárez de Oaxaca. Así como un sinfín de museos, que por tradición destacan; el Museo de Arte Contemporáneo de Oaxaca (MACO) El museo Rufino Tamayo, El museo del Exconvento de Santo Domingo, El museo Textil, La casa de la ciudad, La casa de los Pintores, El Instituto de Artes Gráficas de Oaxaca dirigido y apoyado por el artista Francisco Toledo, El pochote que es una especie de museo interactivo, entre muchos más. Los mercados también son de gran importancia; existe un mercado por colonia, y en los pueblos un día a la semana se le dedica a los tianguis, o días de plaza, mercados importantes en el centro de la ciudad se encuentran el mercado 20 de noviembre, el mercado Benito Juárez, el mercado Sánchez Pascuas, el mercado de la Merced.
En fin, la ciudad de Oaxaca es importante por su arquitectura, y por la trascendencia de sus edificios, no se puede dejar de mencionar el Teatro Macedonia Alcalá, que sin duda es el edificio más importante, de la ciudad de Oaxaca.
También hay evidencias de su arquitectura colonial como el acueducto de los Arcos de Xochimilco, que se utilizaba para el suministro de agua para la verde Antequera, con la fuerza y la presión del agua que bajaba del cerro de San Felipe del agua, se llenaban las siete piletas que se encontraban en distintas calles, para el consumo de los pobladores. En la actualidad, se realizan trabajos por parte del municipio para su recuperación como parte de Patrimonio Cultural de la Humanidad ya que pertenece al centro histórico.

## Mercados

### Mercado de abastos «Margarita Maza de Juárez»
El mercado Margarita Maza de Juárez conocido como «Mercado de Abastos» se ubica al poniente de la ciudad y forma parte de la cabecera municipal, a sus alrededores se han congregado una serie de sitios de taxis colectivos provenientes de diferentes pueblos de valles centrales, además de que, a un costado de dicho mercado, se encuentra la Central de Autobuses de Segunda Clase de Oaxaca, situación que ha dado pie a que el mercado se convierta en un punto clave, pues es aquí donde se congregan personas provenientes de las ocho regiones geográficas del estado, dando como resultado la concentración, en un solo lugar, de un sinfín de idiomas, costumbres y productos de las diferentes regiones, formando un mosaico multicultural.
En este sitio, gran parte de los capitalinos acuden a proveerse de los artículos de primera necesidad, tales como, alimentos, materias primas, especias y una gran variedad de productos de diversa índole.
El mercado está dividido en cinco áreas principales que son: Módulos, Zona Seca, Zona Húmeda, Bodegas y Tianguis.
El sábado es el día de mayor actividad y al recorrer estas secciones se puede fácilmente encontrar de todo tipo de productos, entre los que se encuentran: artículos para el hogar, artesanías hechas de barro, de piel o palma, trajes y accesorio típicos.
Dentro de la gran gama de alimentos se puede adquirir barbacoa de Tlacolula, empanadas de amarillo y de flor de calabaza, chapulínes, pan de Etla, mezcal de Sola de Vega, pescados horneados y asados provenientes del Istmo, quesos y otros derivados de la leche, diferentes tipos de carnes, frutas, hortalizas y granos, entre muchos otros.

### Mercado Benito Juárez
En 1886 la plaza de Armas ahora conocida como Zócalo o plaza de la Constitución era utilizada los fines de semana como mercado público. En la plaza de Cortés que estaba a una calle posterior las personas también comenzaban a vender sus productos, después denominada «Plaza de San Juan».
El 2 de abril de 1894, el general Gregorio Chávez, inaugura el mercado al que llamó «Porfirio Díaz» y se le cambia este nombre al fallecer en abril de 1912 el Lic. Benito Juárez Maza, con el fin de recordarlo perennemente y que ahora conocemos como «Mercado Benito Juárez Maza».
El filántropo portugués don Manuel Fernández Fiallo compró el lugar para destinarlo a personas que venían de las poblaciones y a las que no tenían un espacio para vender.
Situado muy cerca del Zócalo, este mercado tiene ocho puertas para su acceso. Entre sus pasillos se encuentran telas, flores, especias, joyas, cestas, zumos, frutas y chapulines, entre otros.

### Mercado de artesanías
Este mercado fundado en 1980 es el ideal para adquirir todo tipo de recuerdos típicos, artesanías y productos de folklore provenientes de todo el estado de Oaxaca. Tapetes, huipiles, bolsas, calzado, cerámica, alebrijes, bolsas, camisas, colchas, cortinas, manteles, máscaras, faldas, vestidos, juguetes y accesorios para la decoración del hogar son algunos de los productos que se encuentran en este espacio tranquilo alejado de la mercadotecnia.

### Mercado 20 de Noviembre
Este mercado fue inaugurado el 20 de noviembre de 1965 para conmemorar el aniversario de la Revolución Mexicana, construido en lo que anteriormente era el ex Convento de San Juan de Dios por lo que también se le conoce con el nombre del «Mercado de San Juan de Dios». Fue en la época del Gral. Manuel Cabrera Carrasquedo cuando se inicia su construcción pero a su muerte continúa con el proyecto el Gral. José Pacheco Iturribarría.
El mercado 20 de Noviembre representa el folklor gastronómico de Oaxaca, ya que en sus comedores se ofrecen variedad de platillos, ricos en sabor y en historia pertenecientes a los diversos municipios del estado.
También podemos encontrar las empanas de flor de calabaza, amarillo, verde, las deliciosa tlayudas con su tasajo asado o chorizo, los moles en sus diferentes sabores, un rico atole blanco, champurrado, un chocolate caliente con pan de mantequilla o yema. Este mercado es uno de los más concurridos por visitantes nacionales y extranjeros ya que conquista paladares al probar algún alimento que se expende ahí.
Cuenta con servicios de cajero automático, conexión de Wi fi y circuito cerrado para su vigilancia.

### Mercado de la Merced
A inicios del 1900 el atrio de la iglesia de la Merced propiamente fue un espacio arbolado y por ello utilizado por la gente que venía de nuestros pueblos a vender algunos productos. Al crecer la población de la ciudad a mediados del siglo XIX el gobierno de don Emilio Pimentel (1902-1911) instaló un casetón metálico que cubría una gran parte del atrio formando un mercado más formal.
Debido a la extensión de la población en 1973 acordaron su traslado a la esquina de la avenida Morelos y Nicolás del Puerto, terreno ocupado por el antiguo rastro de la ciudad y colindando con la Escuela Francisco J. Mujica.
Hoy en día es uno de los mercados más importantes de la ciudad debido a su gran variedad gastronómica, ya que puedes encontrar exquisitas memelas y empanadas de diversos de guisos y en su área de comedores una variedad de platillos tradicionales de Oaxaca.

### Mercado Sánchez Pascuas
Este mercado inició actividades en la Explanada del Carmen Alto y en 1972 estrena ubicación donde hoy lo encontramos. El Mercado Sánchez Pascuas o también conocido como «Mercado del Carmen Alto» , tiene un acceso por la calle de Joaquín Amaro y otra por la calle de Porfirio Díaz, su principal atractivo es la comida que se expende en los comedores y los recomendables tamales, memelas ,empanadas de flor de calabaza y amarillo, también podremos encontrar juguerías, fruterías, carnicerías, pollerías y venta de muchos otro artículos para el hogar, dicho lugar cuenta con servicio de baños públicos y estacionamiento para sus clientes.
Los días domingos se caracteriza por ser uno de los días más concurridos por comensales y familias oaxaqueñas que llegan a proveerse a este mercado por artículos que locatarios expenden de excelente calidad.

## Bibliotecas
El municipio de Oaxaca de Juárez cuenta con la Biblioteca Pública Central «Margarita Maza de Juárez» ubicada en la calle de Macedonio Alcalá esquina con calle Morelos en el centro histórico de la ciudad, este lugar cuenta con cinco salas y libros de consulta estudiantil, especializada, enciclopedias y publicaciones de temas oaxaqueños.
Dentro de las bibliotecas públicas municipales encontramos cuatro bibliotecas en tres diferentes agencias del municipio. La Biblioteca «Emiliano Zapata» ubicada en la Agencia de Pueblo Nuevo, la Biblioteca «Dr. Jorge Pérez Guerrero» y la «José López Alavés» en la Agencia Municipal de Santa Rosa Panzacola y la Biblioteca «Trinidad Carreño» en la Agencia de San Felipe del Agua, todas ellas con servicio de sala de consulta y sala infantil con libros para niños.

## Gastronomía
La gastronomía de Oaxaca de Juárez es muy extensa y conserva elementos Prehispánicos, lo más típico de esta región son los moles, se habla de la existencia de siete tipos de ellos, negro, rojo, verde, coloradito, amarillo, chichilo y manchamanteles; pueden ser acompañados con carne de pollo o puerco;dentro de la variedad gastronómica se comprende también el pozole, los chiles rellenos, la barbacoa, las tlayudas, los tamales de mole, rajas, dulce, frijol, amarillo; el queso, el quesillo, conocido como quesillo, también la seguesa, memelas, empanadas, enchiladas, y una bebida muy rica es el tejate, que tiene antecedentes prehispánicos y se prepara con masa y cacao, además tiene un sabor semi-amargo a chocolate con maíz, todo depende de la cantidad de azúcar que se le agregue, cuando te lo sirven por encima queda una nata espesa, una de sus características. Se cuenta además con la bebida que distigue a Oaxaca por su elaboración y sabor: El mezcal, del que existen diversos tipos y variaciones.
Existe también en la gastronomía oaxaqueña los famosos Tamales, que se distinguen por ser envueltos en hoja de plátano generalmente de cerdo o de pollo con mole negro o verde, pueden ser también de carne de iguana, aunque esto es más común en la región del Istmo. También pueden ir rellenos de mole amarillo y chipilín. Muchas veces son servidos en un plato hondo, cubiertos con frijoles refritos aguados y crema.

## Geografía
El municipio se encuentra en la zona central del estado de Oaxaca, limita con los municipios de San Andrés Huayapam, San Antonio de la Cal, Santa Lucía del Camino, Santa Cruz Xoxocotlán, Santa María Atzompa, San Pablo Etla, San Agustín Yatareni y San Jacinto Amilpas.
Se encuentra en la región de los Valles Centrales, rodeado de los principales sistemas montañosos del estado y es atravesado por el río Atoyac.

## Política

### División administrativa
El Municipio de Oaxaca de Juárez, está conformado por la Cabecera Municipal.
Las Agencias Municipales de Oaxaca de Juárez son Donají, Pueblo Nuevo, San Felipe del Agua, Trinidad de Viguera, Santa Rosa Panzacola, San Juan Chapultepec y San Martín Mexicapan de Cárdenas.
Las Agencias de Policía de Candiani, Cinco Señores, Dolores, Guadalupe Victoria, Montoya y San Luis Beltrán.
Todas estas agencias se integran por colonias, barrios, fraccionamientos y unidades habitacionales; así como las reservas ecológicas que se encuentren dentro de su demarcación territorial.

### Población
El municipio de Oaxaca de Juárez, Oaxaca, según el Censo de Población y Vivienda 2015, tiene una población total de 264,251 habitantes, de los que 119,946 son hombres y 144,305 mujeres, por lo que la relación hombre-mujer es de 83,1 hombres por cada 100 mujeres.

### Representación legislativa
En el ámbito de la división geográfica en distritos electorales locales y federales para la representación legislativa, Oaxaca de Juárez forma parte de los siguientes distritos:
Federal:
- V Distrito Electoral Federal de Oaxaca con cabecera en Oaxaca de Juárez.

### Presidentes municipales
- (1914): Ernesto Carpi Pacheco
- (1962-1965):
- (1965-1968): Alberto Canseco Ruiz
- (1968-1971): Jorge Pérez Guerrero
- (1971-1974):
- (1974-1977): Julio Esponda Solana
- (1977): Rafael Ángel Pérez
- (1977-1980): Jesús Martínez Álvarez
- (1980): Guadalupe Santiago Martínez
- (1980-1983): Agustín Márquez Uribe
- (1983): Enrique Guzmán Silva
- (1983): Jaime Larumbe Reimers
- (1983-1986): Jorge Fernando Iturribarría Bolaños-Cacho
- (1986): Raúl Corzo Llaguno
- (1986-1988): Ildefonso Zorrilla Cuevas
- (1988): Mario Torres Márquez
- (1988-1989): Manuel Vallejo Huergo
- (1989-1991): Lino Celaya Luría
- (1991-1992): Alfonso Gómez Sandoval
- (1992-1995): Carlos Manuel Sada Solana
- (1995): Alfonso Calvo Cuevas
- (1995-1998): Pablo Arnaud Carreño
- (1998-2001): Alberto Rodríguez González
- (2001): Carlos Eduardo Melgoza
- (2001-2004): Gabino Cué Monteagudo
- (2004): María Luisa Acevedo Conde
- (2004-2007): Jesús Ángel Díaz Ortega
- (2007-2008): Manuel de Esesarte Pesqueira
- (2008-2010): José Antonio Hernández Fraguas
- (2010-2013): Luis Ugartechea Begué
- (2013-2016): Javier Villacaña Jiménez
- (2016-2018): José Antonio Hernández Fraguas
- (2018-2021): Oswaldo García Jarquin
- (2021-2024): Francisco Martínez Neri.

## Principal fiesta
Todos los años durante los últimos dos lunes del mes de julio se celebra la Guelaguetza conocida como «Fiesta de los Lunes del Cerro», donde todas las regiones del estado muestran sus mejores bailes en el Auditorio Guelaguetza ubicado en el cerro del Fortín, acompañados de una maravillosa vista panorámica de la ciudad.
La actual festividad de los «Lunes del Cerro» se remite a finales del siglo XV; su origen se deriva de la celebración de ritos prehispánicos de adoración y pedimento a la diosa azteca protectora del maíz «Centeocihuatl» o «Centeotl».
A partir de 1951, las festividades del «Lunes del Cerro» adoptan el término popular de «La Guelaguetza», debido a que las delegaciones regionales acostumbran traer, para regalar entre el público; productos artesanales, frutos y bebidas, además de su música y bailes.
Como parte de estas celebraciones y desde 1968, cada delegación presenta una candidata al título de la «Diosa Centeotl», la elegida es investida públicamente y preside las festividades que se realizan desde 1974 en el auditorio del cerro del Fortín.
El espectáculo de la Guelaguetza se presenta dos veces al día, es decir, una por la mañana y otra por la tarde, para que todos los turistas y oaxaqueños puedan admirar los bailes de las distintas delegaciones.:El estado cuenta con ocho regiones, cada región presenta los bailables originales de sus diferentes poblaciones, los cuales son seleccionados por un Comité de Autenticidad el cual da fe de que el bailable, la música, la indumentaria, los vestuarios y los bailarines que participan son originales y nativos de la región. En la actualidad se dan dos presentaciones cada lunes y en total son cuatro presentaciones al año.

## Deportes
Dentro de la Liga Mexicana de Béisbol destaca el equipo de los Guerreros de Oaxaca, quienes tienen su sede desde 1996 el Estadio Eduardo Vasconcelos. Existió el Estadio de fútbol «Benito Juárez», recientemente demolido en el año 2016, donde jugaron los Chapulineros de Oaxaca y posteriormente los Alebrijes de Oaxaca, quienes juegan en la Liga de Ascenso, en el 2016 se inauguró el nuevo Estadio de Futbol del Instituto Tecnológico de Oaxaca.
Aún se conserva la práctica del juego de la pelota mixteca, que tiene orígenes prehispánicos, aunque se desconoce el origen y se considera que este juego no se dejó de practicar con la llegada de los conquistadores. Hoy en día los pasa juegos que son una modalidad de este deporte se pueden apreciar en las instalaciones deportivas del Instituto Tecnológico de Oaxaca.

## Lugares turísticos
- Zócalo
- Alameda de León
- Andador Turístico
- Paseo Juárez El Llano
- Jardín etnobotánico de Oaxaca
- Jardín Sócrates
- Jardín Conzatti
- Plazuela del Carmen Alto
- Jardín Carbajal
- Cruz de Piedra
- Parque estatal Cerro del Fortín
- Plaza de la Danza